# Szentirmai Zoltán
Szentirmai Zoltán (Budapest, 1941. december 4. – 2014. május 7.) Munkácsy Mihály-díjas magyar szobrász- és éremművész, pedagógus.

## Életpályája
1963–1967 között a Magyar Képzőművészeti Főiskola hallgatója volt Somogyi József tanítványaként. 1967-től a Kirakatrendező és Dekoratőr Szabadiskola rajz- és művészettörténet tanára. 1979-től Szentendrén élt.
Szobrai 3 részre oszthatók: az etruszk művészetre, a reneszánsz világra és a közelmúltra. Leginkább bronzot használt szobraihoz, de követ és fát is alkalmazott időnként. Famunkái közül a leghíresebb a Kocsihajtó.

## Kiállításai

### Egyéni
- 1971, 1974, 1977, 1990 Budapest
- 1978 Szeged, Eger
- 1979 Miskolc
- 1990 Balatonboglár
- 1994 Szentendre

### Csoportos
- 1967–1972, 1981, 1992–1993 Budapest

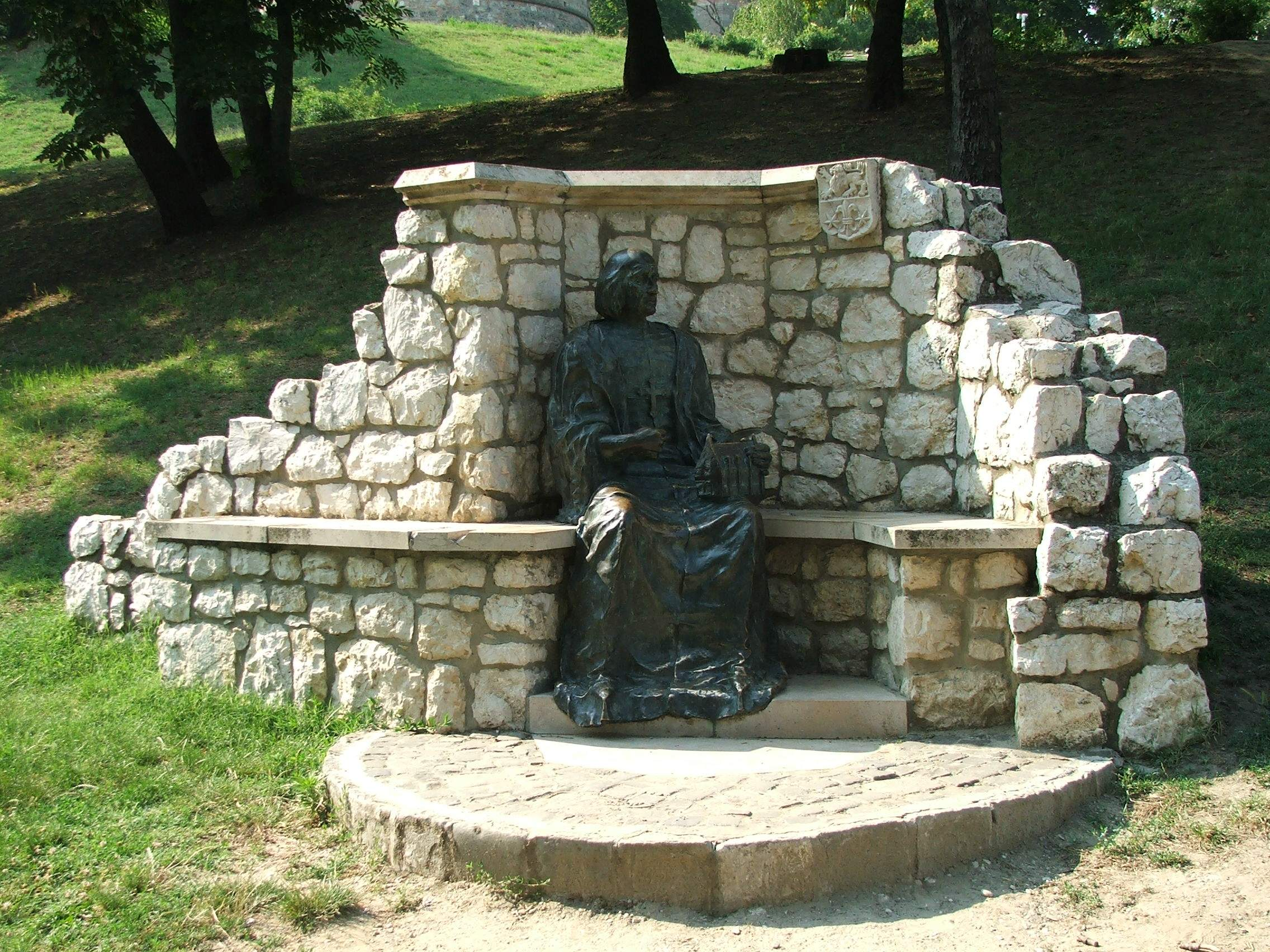
Vitéz János Esztergomi szobra

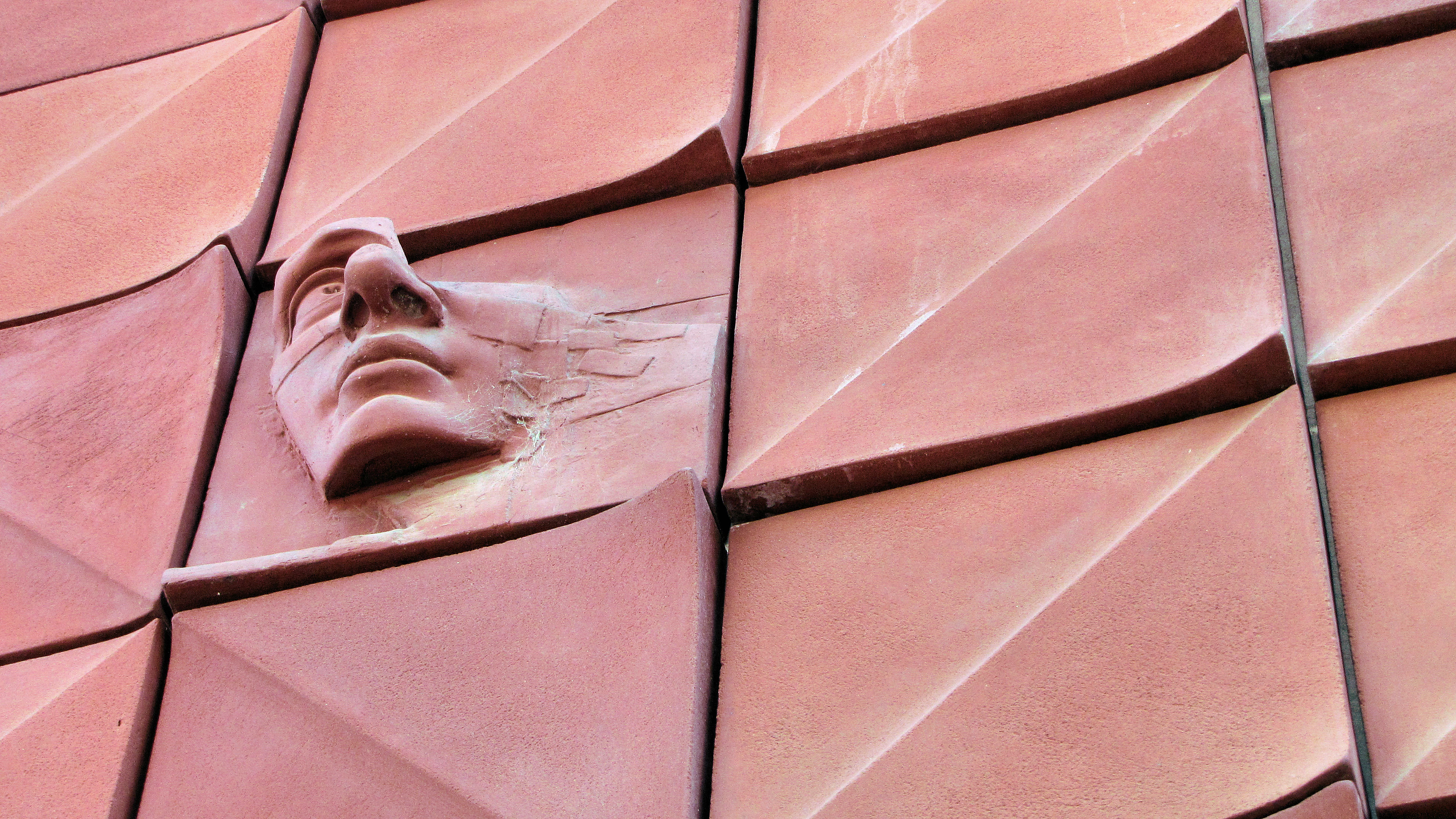
Kovács Margit Múzeum, Szentendre. Az új, 2011-ben átadott bővítést Kocsis József szentendrei építész tervezte és Asszonyi Tamás, Csíkszentmihályi Róbert, Szabó Tamás és Szentirmai Zoltán szentendrei képzőművészek közreműködésével készült el

- 1981, 1997 Pécs
- 1983, 1987 Sopron
- 1992–1994 Szentendre
- 1996 Nyíregyháza, Debrecen

## Művei
- Hegedűs lány (1971, Csongrád)
- Jurisics Miklós mellszobor (1971, Kőszeg)
- Semmelweis-emlékoszlop (1974, Harta)
- Rehabilitációs játszóplasztikák (1978, Mosdós)
- Szőlőprés (1985, Nagyréde)
- Mykonos (1985)
- Petőfi Sándor (1985, Komló)
- Vitéz János (1988, Esztergom)
- Bárka (1989, Mohács)
- II. Endre király alapítási emlékoszlopa (1990, Bükkábrány)
- A Bakony madarai (1993, Ajka)
- dekoratív kompozíció (1993, Bánvölgye)
- Zsóry Lajos (1997, Mezőkövesd)
- 1848-49-es és 1956-os emlékmű (2008, Bükkábrány)

## Díjai, elismerései
- Fiatal Képzőművészek Stúdiója Egyesület kiállításának díja (1972)
- a Szegedi Nyári Tárlat díja (1978)
- a VII. Országos Kisplasztikai Biennálé díja (1981)
- a IV. Országos Éremművészeti Biennálé fődíja (1983)
- a Törley kisplasztika- és érempályázat fődíja (1995)
- Pro Arte aranyérem (1996)
- PRO URBE Emlékérem (2014)